# 富尔江
富尔江位于中国东北地区，是浑江右岸支流，发源于辽宁省新宾满族自治县北四平乡头道沟以东，辽吉交界的龙岗山脉金厂岭，自源头南流至新宾旺清门镇为辽宁省和吉林省界河，右岸为辽宁省新宾县，左岸为吉林省通化县富江乡、三棵榆树镇。河流过界河段流经新宾县响水河子乡、桓仁满族自治县古城镇、北甸子乡等乡镇，自北甸子盛家大院再次成为辽吉两省界河，最后于吉林通化县大泉源满族朝鲜族乡江口村以西注入浑江。河长108.44千米，流域面积2316平方千米，年均径流量3.33亿立方米。富尔江流域是重点产粮区，也是中国东北地区水稻种植最早的地区之一。